# Xã Redstone, Quận Fayette, Pennsylvania
Xã Redstone (tiếng Anh: Redstone Township) là một xã thuộc quận Fayette, tiểu bang Pennsylvania, Hoa Kỳ. Năm 2010, dân số của xã này là 5.566 người.